# 도봉섭

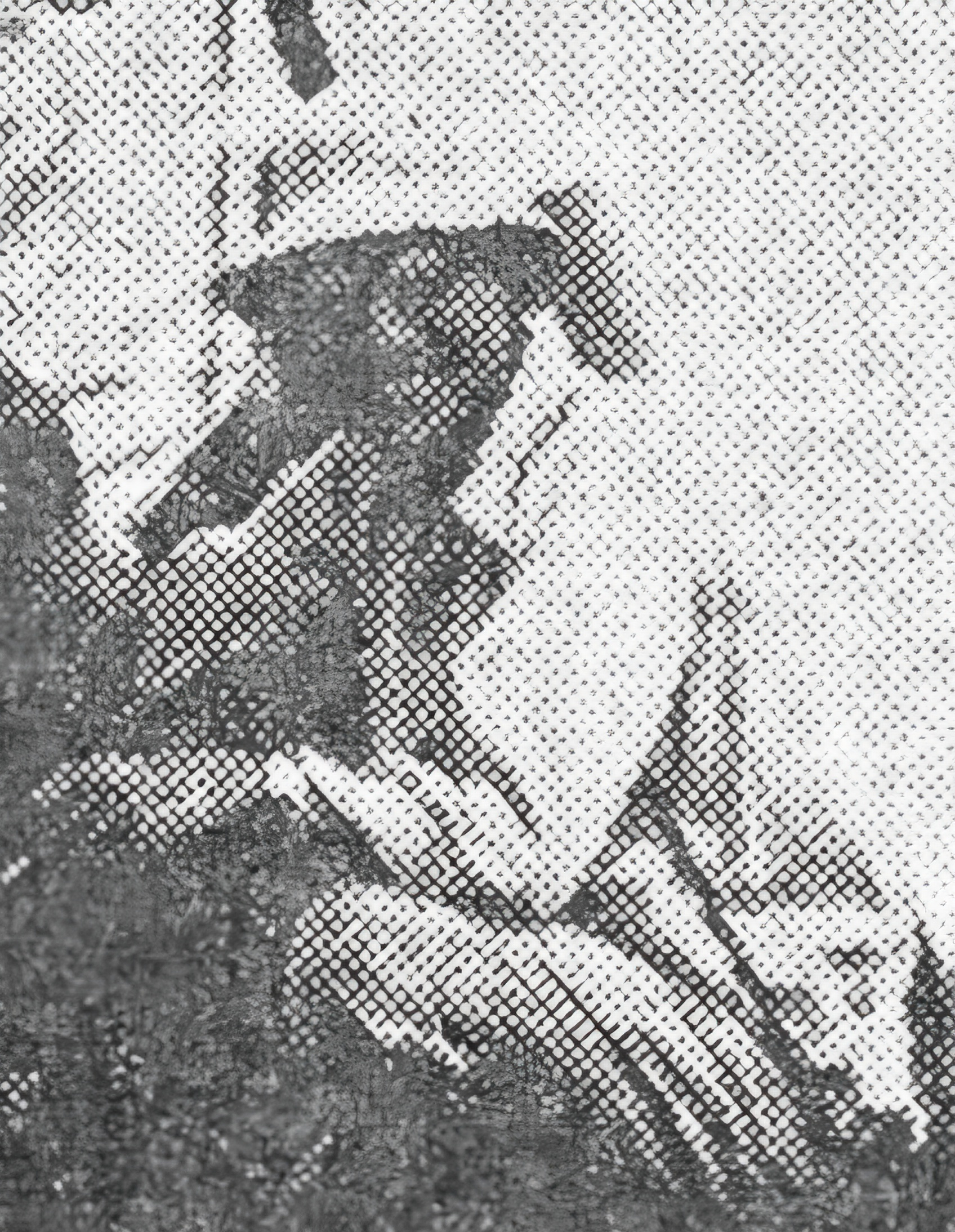
도봉섭

도봉섭(都逢渉, 1904년 4월 8일~?)은 한국의 식물학자이자 약학자이다.

## 약력
함흥 출신으로 함흥고등보통학교 거쳐 경성제1고보(현 경기고)를 졸업했고, 1926년 일본 야마구치고교 이과를 졸업했고, 1930년 도쿄제대 의학부 약학과를 졸업한 후 1930년 4월 경성약학전문학교(현 서울대 약대)의 상사, 교수, 학장을 지냈다.
해방 후 조선생물학회와 조선약학회 초대 회장을 지냈다. 한국전쟁 중 납북돼 평양의과대학 교수, 과학원 후보 원사, 최고인민회의 대의원을 지냈다.

## 업적
1932년 이시도야와 공저로 〈경성 부근 식물 소지〉를 조선박물학회지에 발표했는데, 서울의 식물을 전체적으로 정리한 첫 문헌으로 추정된다.
일제강점기에 조복성, 석주명, 정태현 등과 함께 조선박물연구회를 조직해 서적 발행, 강연, 전람회 개최, 탐사여행 등을 활발히 펼치며, 조선의 사회와 백성들에게 과학의 중요성을 널리 알리려고 노력했다.
1947년 서울대 약대 학장으로 있을 때 한국산악회 독도 학술 조사에 참가했다.

## 저서

### 단독 저서.논문
- '경성 부근 식물 소지'(1932년, 이시도야와 공저, 《조선박물학회지》)
- 함경남도에 있어서의 고산식물과 약용식물(1935년, 《조선약학회자비》)
- 조선식물목록 제1권 중부조선편(1936년, 경성약전식물동호회)
- 유독식물도설(1937년, 조선식물연구회)
- 울릉도 소산 약용식물
- 유독식물지 함남위생회(1943)
- 한국식물도감(1957, 신지사).

### 공저
- 심학진 조선의 화강암지대와 석회암지대에 분포하는 약용식물의 비교연구 (제1보)  (1937년)
- 정태현, 이덕봉, 이휘재 조선식물향명집(1938년, 조선박물연구회)
- 심학진《조선식물도설》유독식물편(1948년)
- 심학진 국산 미치광이의 생약학적연구(1948)
- 정태현, 심학진《조선식물명집》초본편, 목본편(1949년)
- 임록재 《식물도감》(1988년, 북한)
- 임록재《한국약용식물사전》(여강출판사, 2001년)

## 관련 서적
- 도정애 한국최초약학자 경성약전 교수 도봉섭 탄생백주년자료집(2003년, 자연문화사)

## 가족 관계
부인 정찬영, 1남 3녀 장남 도상학, 차녀 도정애

## 같이 보기
- 우장춘